# Liga de Inglaterra de Rugby 15 1992-93
La Liga de Inglaterra de Rugby 15 1992-93, más conocido como Courage League 1992-93 (por razones comerciales) fue la sexta edición del torneo más importante de rugby de Inglaterra.

## Formato
Los equipos se enfrentaron en formato liga a una sola rueda, el equipo con mayor cantidad de puntos al finalizar el torneo se coronó campeón, mientras que los cuatro últimos descendieron al RFU Championship.

## Desarrollo

### Tabla de posiciones
| Pos. | Equipo             | Encuentros | Encuentros | Encuentros | Encuentros | Tantos | Tantos | Tantos | Puntos |
| Pos. | Equipo             | PJ         | PG         | PE         | PP         | F      | C      | Dif    | Puntos |
| ---- | ------------------ | ---------- | ---------- | ---------- | ---------- | ------ | ------ | ------ | ------ |
| 1.º  | Bath               | 12         | 11         | 0          | 1          | 355    | 97     | 258    | 22     |
| 2.º  | Wasps              | 12         | 11         | 0          | 1          | 186    | 118    | 68     | 22     |
| 3.º  | Leicester Tigers   | 12         | 9          | 0          | 3          | 220    | 116    | 104    | 18     |
| 4.º  | Northampton Saints | 12         | 8          | 0          | 4          | 215    | 150    | 65     | 16     |
| 5.º  | Gloucester         | 12         | 6          | 0          | 6          | 173    | 151    | 22     | 12     |
| 6.º  | Bristol Bears      | 12         | 6          | 0          | 6          | 148    | 169    | -21    | 12     |
| 7.º  | London Irish       | 12         | 6          | 0          | 6          | 175    | 223    | -48    | 12     |
| 8.º  | Harlequins         | 12         | 5          | 1          | 6          | 197    | 187    | 10     | 11     |
| 9.º  | Orrell             | 12         | 5          | 0          | 7          | 175    | 183    | -8     | 10     |
| 10.º | London Scottish    | 12         | 3          | 1          | 8          | 192    | 248    | -56    | 7      |
| 11.º | Saracens           | 12         | 3          | 0          | 9          | 137    | 180    | -43    | 6      |
| 12.º | West Hartlepool    | 12         | 3          | 0          | 9          | 149    | 236    | -87    | 6      |
| 13.º | Rugby Lions        | 12         | 1          | 0          | 11         | 104    | 368    | -264   | 2      |

|  | Campeón.                        |
|  | Descendido al RFU Championship. |

| Bandera de Inglaterra |
| Campeón Bath          |
| Cuarto título         |